# Naga Dolok
Naga Dolok is een bestuurslaag in het regentschap Simalungun van de provincie Noord-Sumatra, Indonesië. Naga Dolok telt 2842 inwoners (volkstelling 2010).